# Patrón ajedrezado croata

Escudo pequeño en el Sello del Reino de Croacia

El patrón ajedrezado croata (en croata: šahovnica) es el símbolo nacional de Croacia y los croatas, cubriendo la parte principal del escudo de armas croata. Los cuadrados son rojos y blancos, aunque históricamente el orden ha variado.

## Historia

### Origen
Según una leyenda, el rey croata Stjepan Držislav fue capturado por los venecianos, solo para desafiar al dux Pietro II Orseolo a una partida de ajedrez por su libertad. Luego ganó los 3 juegos de dicho partido y, en algunas versiones, incluso ganó el control de las ciudades de Dalmacia. Luego incorporó el patrón ajedrezado en su escudo de armas para conmemorar este triunfo. Sin embargo, los primeros registros conocidos de esta historia son mucho posteriores a los eventos descritos, escritos en un contexto literario más amplio de construcción de naciones románticas y, por lo tanto, no pueden tomarse como históricos.
El uso documentado más temprano de escudos de armas a cuadros se remonta a las dinastías polacas de los siglos XII-XIV, e incluye el de Wczele (plata-oro), Gurowski (plata-azul) y Piast (plata-rojo). El escudo de armas de Moravia, una provincia actual de la República Checa, es el escudo de armas más antiguo de una región que contiene un patrón a cuadros rojo-plateado. El patrón fue ampliamente adoptado por muchos municipios y se transmitió a las familias nobles, y se ha convertido en una característica destacada de la heráldica eslava occidental.

### Uso en el escudo de armas

Escudo de armas del Ducado de Jawor, un ducado gobernado por Piast de la región de Silesia, uno de los muchos que contienen el patrón

Uno de los escudos de armas más antiguos del reino croata de 1495 se encuentra en la ciudad austriaca de Innsbruck y se encuentra en el frente del salón del templo de Herzog-Friedrichstrasse 35. Se supone que la creación del escudo de armas croata fue estimulada por el emperador Maximiliano I de cuya época se originó el escudo de armas de Innsbruck, pero también algunos otros escudos de armas, conservados en las actuales Alemania y Austria. También se supone que el número de escudos de armas croatas conservados de la época del gobernante de los Habsburgo se debe al hecho de que la paz de Pressburg del 7 de noviembre de 1491 le otorgó a él y a su casa la herencia del trono húngaro-croata en caso de que la dinastía jagielloniana no tuviera descendencia masculina legítima, pero también la estipulación de que Maximiliano I podría conservar el título de rey húngaro (y croata). Por ello, no sería extraño que acabara de espolear el surgimiento de una capa ajedrezada croata, si antes no existía. Los Habsburgo, sin embargo, se convirtieron en reyes húngaro-croatas solo unas décadas más tarde, con la elección de 1527 en Cetin, por lo que es más probable que la dinastía Jagellónica entonces gobernante fuera a conmemorar el uso de ese escudo de armas.
En algunas interpretaciones se menciona que el color blanco indica Croacia Blanca y Croacia Roja. También existe la creencia en el significado del color del primer campo en el escudo de armas, según el cual el primer campo blanco es la independencia de Croacia, y el primer campo rojo es su posición subordinada, pero esta creencia es del fecha más reciente y no tiene ninguna confirmación en la tradición anterior y la evidencia histórica.

## Otros usos
El patrón ajedrezado rojo y blanco típico se usa ampliamente en los aeropuertos debido a su reconocibilidad y visibilidad. El patrón ajedrezado se usa en techos, torres de agua y otros edificios alrededor de los aeropuertos. Sin embargo, el uso no está directamente relacionado con el símbolo nacional de Croacia y los croatas. Un MiG-21 UMD de la Fuerza Aérea Croata está pintado en un patrón ajedrezado rojo-blanco. Los aficionados al deporte croata utilizan mucho las camisetas y gorras con el estampado a cuadros. También se puede encontrar como decoración en varios recuerdos para turistas.

## Galería

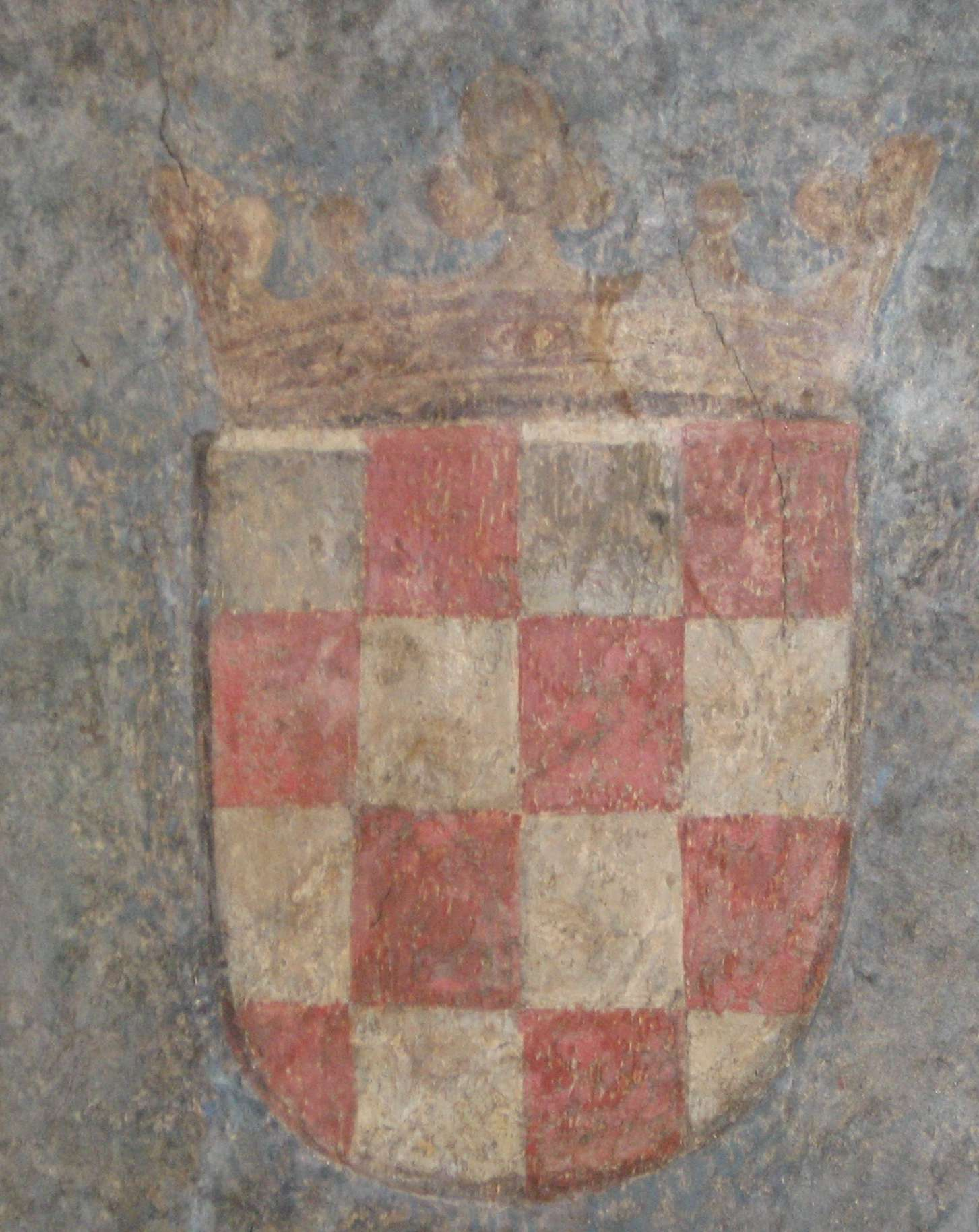
Primer ejemplo conocido de escudo croata representado en Innsbruck , Austria (1495)
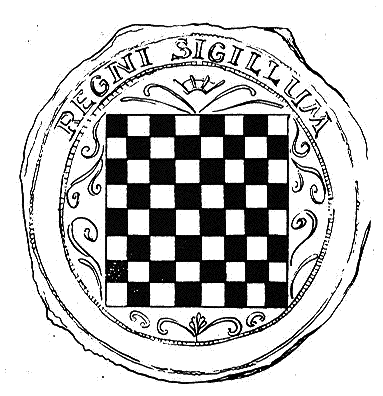
Escudo de armas de Croacia utilizado en 1527 como parte de un sello en la Carta de Cetingrado
Escudo del Reino de Croacia (1525-1868)
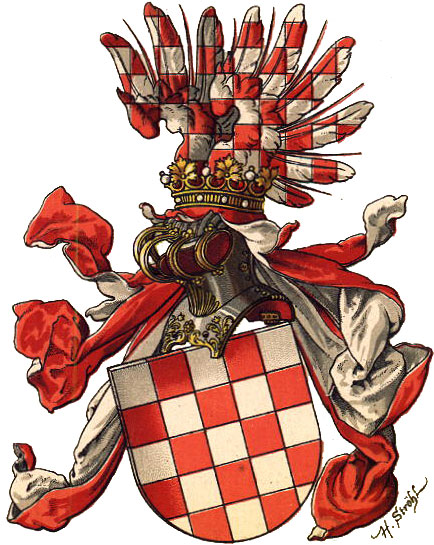
Escudo de armas de la tierra de la corona croata (hasta 1868)
Escudo del Reino de Croacia-Eslavonia (1868-1918)
Escudo de armas de Transleithania (1868-1915)
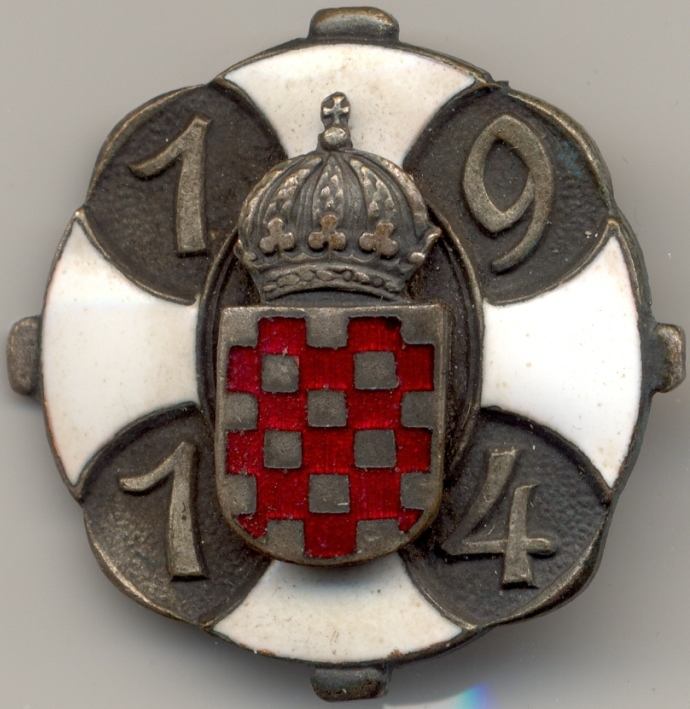
Insignia patriótica croata de 1914
Escudo de la Banovina de Croacia (1939-1943)
Versión mayor del escudo de la Banovina de Croacia (1939-1943)
Escudo del Estado Independiente de Croacia (1941-1945)
Escudo de la República Socialista de Croacia (1947-1990)
Escudo de armas temprano de la República de Croacia (1990)
Escudo de Croacia

## En enlaces externos
- Esta obra contiene una traducción parcial derivada de «Croatian checkerboard» de Wikipedia en inglés, publicada por sus editores bajo la Licencia de documentación libre de GNU y la Licencia Creative Commons Atribución-CompartirIgual 4.0 Internacional.
- Wikimedia Commons alberga una categoría multimedia sobre Patrón ajedrezado croata.

- Datos: Q39087863